# Eublemma alabastrata
Eublemma alabastrata is een vlinder van de familie van de spinneruilen (Erebidae). De wetenschappelijke naam van deze soort is voor het eerst voorgesteld als Autoba alabastrata door William Warren in een publicatie uit 1914.
De soort komt voor in Myanmar.